# María Felicia Pérez
María Felicia Pérez Arroyo (* 23. März 1951 in Havanna) ist eine kubanische Chorleiterin und Musikpädagogin.

## Leben
Pérez besuchte von 1962 bis 1968 das Conservatorio Amadeo Roldán und studierte dann bis 1971 an der Eschuela Nacional de Arte  Chorleitung bei Carmen Collado López und Agnes Kralowsky und Klavier bei Margot Rojas Mendoza.  Von 1976 bis 1982 war sie Schülerin von Günter Fredrich an der Musikhochschule Weimar.
Ab 1971 unterrichtete Pérez am Conservatorio Amadeo Roldán und von 1974 bis  1976 an der Escuela Nacional de Instructores de Arte. Von 1982 bis 1990 war sie Professorin für Chorgesang am Instituto Superior de Arte. Sie gründete und leitete in dieser Zeit den Frauenchor der Escuela Nacional de Música. Aus Absolventen der Escuela Nacional de Música und des Instituto Superior de Arte gründete sie zudem 1987 den Kammerchor Exaudi. Seit 1998 ist die Professorin am Instituto Superior de Arte. 2008 wurde sie zur Vizepräsidentin der Asociación de Músicos in der Unión de Escritores y Artistas de Cuba (UNEAC) gewählt.
Mit dem Kammerchor Exaudi nahm Pérez an zahlreichen Chorwettbewerben teil und gewann mehrere Preise, so den Ersten Preis in der Kategorie Kammerchor beim XIV. internationalen Chorwettbewerb Béla Bartók in Debrecen (1990), den Zweiten Preis beim Grand Prix Europeo de Canto Coral in Varna und den Ersten Preis beim Festival Harmonie in Lindenholzhausen (1993) und Erste Preise in den Kategorien Polyphonie (1994) und Habaneras (2005) beim Certamen Internacional de Habaneras y Polifonía de Torrevieja in Alicante Alemania. Sie wurde u. a. mit der Alejo-Carpentier-Medaille (2002) und dem Orden Felix Varela (2004) ausgezeichnet.